# سحر رمضان‌پور
سرمربی حال حاضر(۱۳۹۸) تیم قایقرانی (دراگون بت)
وی فعالیت ورزشی خود را از سال ۱۳۸۶ در رشته‌های مختلف ورزشی آغاز کرده‌است و اکنون با سمت مربی تیم قایقرانی؛ ورزش حرفه خود را ادامه داده‌است.

## افتخارات و عنوان‌ها
عضویت و عنوان‌ها در تیم ملی
- کاپیتان تیم دراگون بت در مسابقات جهانی چین 1396[۱۵]
- سرمربی تیم لاهیجان-مقام اول دراگون بت در مسابقات بین‌المللی گرجستان ۱۳۹۷
- کاپیتان تیم لاهیجان-مقام دوم دراگون بت در مسابقات بین قاره ای اسپانیا 1397[۱۶][۱۷]
- مربی و سرپرست تیم دراگون بت در مسابقات آسیایی چین 1397[۱۸]

ورزشکار 
- مقام دوم تیمی مدارس استان کرج در رشته اسکیت ۱۳۸۴
- مقام اول تیمی مدارس (کرج) کشور در رشته والیبال ۱۳۸۴
- مقام اول استانی (گیلان) در رشته کونگ فو ۱۳۸۷
- مقام سوم مشترک کشوری در رشته کونگ فو ۱۳۸۷
- مقام دوم کشوری در رشته کونگ فو ۱۳۸۷
- مقام دوم کشوری در رشته کونگ فو ۱۳۸۸
- مقام دوم کشوری در رشته کونگ فو ۱۳۸۹
- مقام چهارم کشوری در مسابقات پارو کشی (استخر روباز شیرودی) ۱۳۹۵
- مقام دوم کشوری با تیم ملوان بندر انزلی در رشته دراگون بت (مجموعه ورزشی آزادی) ۱۳۹۵
- مقام اول (رکود دار) در رشته تست پارو و ارگومتر استان گیلان مسابقات ۲۲ بهمن ۱۳۹۵
- مقام اول با تیم لاهیجان در مسابقات بین‌المللی دراگون بت بوشهر 1395[۱]

مربی ورزشکار 
- رتبه چهارم با تیم گیلان در مسابقات رفتینگ کرج ۱۳۹۶
- مقام دوم با تیم ملوان بندر انزلی در مسابقات بین‌المللی تهران ۱۳۹۶
- مقام سوم با تیم ملوان بندر انزلی در مسابقات بین‌المللی تهران ۱۳۹۶
- مقام اول با تیم ملوان بندر انزلی در مسابقات استانی گیلان به مناسبت روز نیروی دریایی ۱۳۹۶
- مقام اول با تیم لاهیجان در مسابقات استانی گیلان (دهه فجر) ۱۳۹۶
- مقام سوم با تیم لاهیجان در مسابقات استانی گیلان (دهه فجر) ۱۳۹۶
- مقام اول با تیم لاهیجان در مسابقات بین‌المللی گرجستان 1397[۴][۵]
- مقام سوم کشور با تیم لاهیجان در اولین مسابقه رفتینگ کشوری بانوان استان گیلان ۱۳۹۷
- رتبه چهارم با تیم لاهیجان در لیگ رفتینگ کشوری 1397[۶]
- مقام سوم با تیم لاهیجان در مسابقات انتخابی تیم ملی رفتینگ 1398[۷]
- مقام چهارم با تیم لاهیجان در مسابقات انتخابی تیم ملی رفتینگ ۱۳۹۸

مسابقات جام فجر (المپیاد ورزشی)
- مقام اول طناب کشی استان گیلان ۱۳۹۶
- مقام اول (رکورد دار) طناب زنی استان گیلان ۱۳۹۶
- مقام دوم دارت استان گیلان 1396[۲۰]

## تحصیلی
- کارشناسی تربیت بدنی (مدیریت ورزشی) لاهیجان
- کارشناسی ارشد تربیت بدنی (آسیب‌شناسی و حرکات اصلاحی) کرج
- دانشجوی دکتری تربیت بدنی (مدیریت راهبردی)[۲۱]

## سمت‌های اجرایی
- رئیس کمیته جت اسکی ۱۳۹۶ تا کنون (۱۳۹۸)
- رئیس کمیته موج سواری و اسکی روی آب (۱۳۹۸)
- سرمربی اسبق تیم قایقرانی (دراگون بت) ملوان بندر انزلی